# Director (gruppo musicale)
I Director sono stati un gruppo musicale art rock irlandese attivo dal 2005 al 2009. Ha all'attivo due album in studio.

## Formazione
- Michael Moloney - voce, chitarre
- Eoin Aherne - chitarre
- Shea Lawlor - batteria
- Rowan Averill - basso

## Discografia
Album studio
- 2006 - We Thrive on Big Cities
- 2009 - I'll Wait for Sound

Singoli
- 2006 - Reconnect
- 2006 - Come with a Friend
- 2007 - Leave It to Me
- 2007 - Be with You
- 2009 - Sing It Without a Tune